# 272-га фольксгренадерська дивізія (Третій Рейх)
272-га фольксгренадерська дивізія (Третій Рейх) (нім. 272. Volksgrenadier-Division) — піхотна дивізія народного ополчення (фольксгренадери) вермахту за часів Другої світової війни.

## Історія
272-га фольксгренадерська дивізія сформована 17 вересня 1944 року на навчальному центрі «Деберіц» у III військовому окрузі за рахунок підрозділів 575-ї фольксгренадерської дивізії, яка у свою чергу формувалася на базі розгромленої у Фалезькому мішку 272-ї піхотної дивізії.
Організована за новою дивізійною структурою фольксгренадерів, розробленою в серпні 1944 року, дивізія складалася з трьох піхотних полків по два батальйони, артилерійського полку з чотирьох дивізіонів, саперного батальйону, протитанкового дивізіону, батальйону зв'язку, фузилерної роти та управління підтримки та тилового забезпечення. При повній організаційній укомплектованості штат дивізії становив близько 10 000 осіб.
На початку листопада 1944 року після шести тижнів реорганізації та навчання дивізія була відправлена на Західний фронт, де вона брала участь у битві у Гюртгенському лісі вздовж річки Рур, а потім відступала до Рейну. Зрештою 272-га дивізія капітулювала у квітні 1945 року, коли потрапила в оточення, яке стало відомо як битва за Рурський мішок, хоча один полк врятувався, але пізніше був змушений капітулювати у «фортеці» Гарц. Найвідомішим зіткненням дивізії стала серія боїв під Кестерніхом з 13 по 18 грудня 1944 року, коли німецьким військам вдалося оточити та знищити цілий батальйон 310-го піхотного полку американської 78-ї піхотної дивізії, взявши в полон понад 300 солдатів і офіцерів.

## Райони бойових дій
- Німеччина (жовтень1944 — квітень 1945).

## Командування

### Командири
- генерал-майор Фрідріх Кіттель (нім. Friedrich Kittel) (17 — 30 вересня 1944);
- генерал-майор Георг Коссмала (30 вересня — 16 грудня 1944);
- генерал-лейтенант Ойген Кеніг (16 грудня 1944 — 12 квітня 1945).

### Підпорядкованість
| Час      | Корпус    | Армія | Група армій (округ)  | Штаб    |
| -------- | --------- | ----- | -------------------- | ------- |
| 1944     |           |       |                      |         |
| жовтень  |           |       | III військовий округ | Деберіц |
| листопад | LXXXII ак | 7 А   | Група армій «B»      | Айфель  |
| грудень  | LXXIV ак  | 7 А   | Група армій «B»      | Айфель  |
| 1945     |           |       |                      |         |
| січень   | LXXIV ак  | 15 А  | Група армій «B»      | Айфель  |
| лютий    | LXXIV ак  | 5 ТА  | Група армій «B»      | Айфель  |
| квітень  | LXXIV ак  | 15 А  | Група армій «B»      | Гарц    |

## Склад
| 1944                                   |
| -------------------------------------- |
| 980-й гренадерський полк               |
| 981-й гренадерський полк               |
| 982-й гренадерський полк               |
| 272-й артилерійський полк              |
| 272-та фузилерна рота                  |
| 272-й протитанковий дивізіон           |
| 272-й інженерний батальйон             |
| 272-ге дивізійне управління постачання |
| 272-й дивізійний батальйон зв'язку     |
| 272-й запасний батальйон               |